# Viby distrikt, Östergötland
Viby distrikt är ett distrikt i Mjölby kommun och Östergötlands län. 
Distriktet ligger nordost om Mjölby. 

## Tidigare administrativ tillhörighet
Distriktet inrättades 2016 och utgörs av socknen Viby i Mjölby kommun.
Området motsvarar den omfattning Viby församling hade vid årsskiftet 1999/2000.